# Nahoru, dolů
Nahoru, dolů (v anglickém originále Bounce) je americký dramatický film z roku 2000. Režisérem filmu je Don Roos. Hlavní role ve filmu ztvárnili Ben Affleck, Gwyneth Paltrow, Natasha Henstridge, Edward Edwards a Jennifer Grey.

## Obsazení
| Ben Affleck        | Buddy Amaral    |
| Gwyneth Paltrow    | Abby Janello    |
| Natasha Henstridge | Mimi Prager     |
| Edward Edwards     | Ron Wachter     |
| Jennifer Grey      | Janice Guerrero |
| Tony Goldwyn       | Greg Janello    |
| Lisa Joyner        | hlasatelka      |
| Caroline Aaron     | Donna           |
| Alex D. Linz       | Scott Janello   |
| David Dorfman      | Joey Janello    |
| Joe Morton         | Jim Willer      |
| Johnny Galecki     | Seth            |